# John Hersey

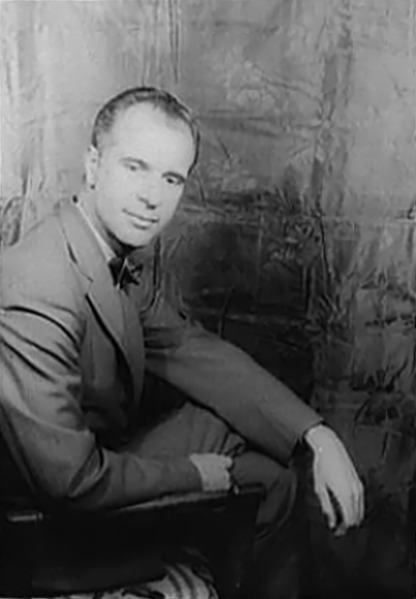
John Hersey, aufgenommen von Carl van Vechten (1958)

John Richard Hersey (* 17. Juni 1914 in Tientsin, China; † 24. März 1993 in Key West, Florida) war ein US-amerikanischer Schriftsteller und Journalist.

## Leben
Hersey wurde als Sohn des Missionarsehepaares Roscoe and Grace Baird Hersey in China geboren. Seine Familie kehrte in die Vereinigten Staaten zurück, als er zehn Jahre alt war. Hersey besuchte die Hotchkiss School, später die Yale-Universität und graduierte in Cambridge (Massachusetts). Als er im Sommer 1937 einen Ferienjob als Sekretär von Sinclair Lewis erhielt, begann er für das Magazin Time zu schreiben. Zwei Jahre später wurde er zum Time-Büro in Chongqing versetzt. Während des Zweiten Weltkriegs schrieb er über Kämpfe in Europa (Sizilien) und Asien (Schlacht um Guadalcanal), für Time, Life Magazine und The New Yorker.
Von 1965 bis 1984 lehrte Hersey das Verfassen von Belletristik an der Universität Yale. Er engagierte sich gegen den Vietnam-Krieg und protestierte gegen die strafrechtliche Verfolgung der Black Panther Party. 1950 wurde er in die American Academy of Arts and Letters und 1978 in die American Academy of Arts and Sciences aufgenommen.

## Werke
Herseys bekanntestes Werk ist die Reportage Hiroshima über die Wirkung des Atombombenabwurfs auf die gleichnamige Stadt am 6. August 1945. Ursprünglich wollte The New Yorker den Text in Fortsetzungen drucken. Als das Manuskript vorlag, entschied sich Herausgeber Harold Ross zum ersten und einzigen Mal in der Geschichte des Blattes eine komplette Ausgabe im August 1946 nur mit diesem einen Stück zu füllen. Die Reportage über sechs überlebende Opfer wurde anschließend auch als Buch herausgegeben. 1985, vierzig Jahre später, ergänzte Hersey die Reportage für eine Neuauflage des Buches um ein ausführliches weiteres Kapitel, in dem er das weitere Leben seiner Protagonisten bis zur Gegenwart beschrieb. Zwei waren inzwischen verstorben, jedoch nicht an Folgen der Radioaktivität.
Mit dem Roman A Bell for Adano, für den er 1945 den Pulitzer-Preis erhielt, hatte Hersey erstmals eine fiktionale Form gewählt. Nach Hiroshima blieb er fast ausschließlich bei Romanen und schrieb etwa 20 weitere Bücher. Die Ausnahme war die Reportage in Buchlänge The Algiers Motel Incident über rassistische Tötungen der Polizei während der 12th Street Riot in Detroit im Jahr 1967.

### Bücher
- Men on Bataan. 1942.
- Into the Valley. 1943.
- A Bell for Adano. 1944. deutsch: Eine Glocke für Adano. übersetzt von Rose Richter. Steinberg, Zürich 1945.
- Hiroshima. 1946, deutsch: Hiroshima. 6. August 1945, 8 Uhr 15. Tatsachenbericht, übersetzt von Justinian Frisch. EVA, Hamburg 2005, ISBN 3-434-50596-2 (Nachdruck der Ausgabe Zürich 1947)[5]
- The Wall. Roman, 1950. deutsch: Die Mauer. übersetzt von Ernst Bucher u. Edwin Maria Landau. Diana, Baden-Baden/Stuttgart 1951; Europa-Verlag, Wien 1982, ISBN 3-203-50771-4 (unter dem Titel: Der Wall.)
- The Marmot Drive. 1953. deutsch: Die Treibjagd. übersetzt von George S. Martin. Humanitas, Konstanz 1957.
- A Single Pebble. Roman. 1956. deutsch: Der Kieselstein und ein Jahrtausend. übersetzt von Werner Jochens. Diana, Stuttgart/Konstanz 1958.
- The War Lover. Roman. 1959. deutsch: Wir sind alle verdammt. Diana, Stuttgart 1961.
- The Child Buyer. 1960. deutsch: Der Kindskäufer. Ein Roman in Form von Verhören vor dem Ständigen Senatsausschuß. übersetzt von Günther K. Leupold. Diana, Konstanz/Zürich 1963; Aufbau, Berlin 1968.
- White Lotus. 1965.
- Too Far To Walk. 1966.
- Under the Eye of the Storm. Roman. 1967. deutsch: Orkan. übersetzt von Ulla de Herrera. Aufbau, Berlin 1979; Im Auge des Sturms. Rowohlt-TB, Reinbek bei Hamburg 1987, ISBN 3-499-12107-7.
- The Algiers Motel Incident. 1968. deutsch: Zwischenfall im Motel. Rowohlt, Reinbek bei Hamburg 1970.
- Letter to the Alumni. 1970.
- The Conspiracy. 1972. deutsch: Die Verschwörung der Dichter. Geheimberichte aus dem alten Rom. Zsolnay, Wien 1974.
- My Petition for More Space. 1974.
- The Walnut Door. 1977. deutsch: Die Nußbaumtür. Roman. Aufbau-Taschenbuchverlag, Berlin 1991, ISBN 3-7466-0021-9.
- Aspects of the Presidency. 1980.
- The Call. 1985.
- Hiroshima 1985 (erweiterte Neuauflage)
- mit Nyna Brael Polumbaum (Hrsg.): Save life on earth / Salvar la vida en la tierra / Rettet das Leben auf der Erde. Ausstellungskatalog. Elefanten Press, Berlin 1986, ISBN 3-88520-196-8. (Texte englisch, deutsch, italienisch, russisch, chinesisch)
- Blues. Knopf, New York, NY 1987, ISBN 0-394-55960-6. (illustriert von James Baker)
- Life Sketches. 1989.
- Fling and Other Stories. 1990.
- Antonietta. 1991. deutsch: Antonietta. Droemer Knaur, München 1992, ISBN 3-426-19297-7.
- Key West Tales. Knopf, New York, NY 1993, ISBN 0-679-42992-1.

### Verfilmungen
- Henry King (Regie): A bell for Adano. 1945
- Philip Leacock (Regie): Wir alle sind verdammt. 1962